# Tor Kielce
Tor Kielce – tor wyścigowy zlokalizowany w Miedzianej Górze, koło Kielc. Powstał w latach 1976–1977 z inicjatywy Włodzimierza Wójcikiewicza – prezesa Automobilklubu Kieleckiego, przy współpracy z Polskim Związkiem Motorowym oraz zakładów z regionu świętokrzyskiego, tor został zaprojektowany przez Józefa Marcinkowskiego. Oficjalne otwarcie pierwszego w Polsce toru samochodowo-motocyklowego miało miejsce 26 czerwca 1977 roku.

## Charakterystyka
- „Duża pętla” o długości 4160 m, której część biegnie przez las, a część pokrywa się z drogą krajową nr 74. Najdłuższa prosta ma długość 450 m. Różnica wysokości to 60 m i ma 16 zakrętów.
- „Mała pętla” (owal) o długości 1140 metrów.
- Tor kartingowy o długości 880 m.

Tor Kielce jest obecnie częścią ośrodka sportowo-turystycznego „Moto-Raj”, w skład którego wchodzą: budynek administracyjny, motel oraz kemping mający 150 miejsc dla przyczep kempingowych i 50 miejsc namiotowych. Całość należy do Automobilklubu Kieleckiego.
Od lat 80. XX wieku na terenie Toru Kielce organizowana jest giełda samochodowa.
W 2000 roku odbyły się tu szosowe kolarskie mistrzostwa Polski, a także kolarskie mistrzostwa Europy kategorii młodzieżowców.